# Ralph Neville, Neville 2. bárója
Ralph Neville, Neville 2. bárója angol arisztokrata, földbirtokos és katonai parancsnok.

## Pályafutása
Életéről keveset tudni, Durham megyében született 1291 körül. Apja Randolph Neville, Neville 1. bárója, anyja Euphemia de Clavering volt. Alice de Audley-t vette feleségül 1326. január 14-én. Tizenhárom gyerekük született. Bárói rangját John nevű fia örökölte. Alexander nevű fia York érseke lett.
Ralph Neville vezette 1346. október 17-én az angol sereget a Neville’s Cross-i csatában Durham közelében. A 6-7 ezer főből álló angol had legyőzte a 12 ezresre becsült skót sereget, és II. Dávid skót király is fogságba esett.